# Peter Glaser
Peter Eduard Glaser (5. září 1923 Žatec – 29. května 2014 Lexington, Massachusetts, USA) byl český-americký vědec a aero-kosmický inženýr.

## Život
Dr. Peter Eduard Glaser se narodil v židovské rodině Hugo a Helen (roz. Weiss) Glaser v Žatci. Své prostřední jméno dostal po svém prastrýci Eduardu Glaserovi, významném arabistovi a archeologu, který svoji pozornost věnoval jižní Arábii, zejména Jemenu.
Krátce před okupaci Československa koncem třicátých let se jeho rodina vystěhovala do Anglie, takže ušla koncentráku a zřejmě i smrti. Peter v roce 1943 absolvoval techniku v Leedsu. Po studiich vstoupil do československé zahraniční armády a v obrněné brigádě velel tanku. Za osobní statečnost byl vyznamenán prezidentem Edvardem Benešem. Po válce dokončil v roce 1947 své studium na Karlově universitě. Ovšem již krátce na to po komunistickém převratu v únoru 1948 odešel do Spojených států, kde pokračoval ve studiu a v roce 1955 získal velký doktorát na Kolumbijské universitě. Již během studia vedl projektové oddělení v jedné textilní firmě v New Yorku. Po absolutoriu nastoupil k poradenské firmě Arthur D. Little v Cambridgi (Massachusetts), u níž setrval po celý následující život. Americkým občanem se stal v roce 1954. Na podzim roku 1955 se oženil rovněž s exulantkou Evou Grafovou a měl s ní tři děti.

## Dílo
Peter Glaser se významně účastnil na lunárním projektu Apollo. Vedl skupinu odborníků, kteří připravili speciální zrcadlový reflektor. Ten instalovala na Měsíci posádka Apolla 11 dne 20. července 1969, což následně umožnilo přesné měření vzdálenosti Země a Měsíce. Později se Glaser podílel i na některých dalších vědeckých úkolech pro raketoplány.
Dr. Glaser celý život věnoval svoji pozornost využití slunečních paprsků pro potřeby energetiky. Jeho celoživotní myšlenkou byla možnost kosmických slunečních zdrojů energie, tak zvaných Solar Power Satelite – SPS. Již v roce 1968 představil koncept pro takové zařízení a v roce 1973 získal i příslušný patent. Vypracoval projekt a doporučil vyslat sluneční elektrárny na geostacionární dráhu ve výšce asi 36 tisíc kilometrů nad rovníkem, kde by mohly zachycovat sluneční záření téměř bez přestávek, aniž by mělo vliv střídání dne a noci. Glaserovu myšlenku rozpracovaly konstrukční týmy firmy Boeing a později Marshallova kosmického střediska NASA, ministerstva energetiky USA a NASA. Uvedené problematiky představují ale pouze část obšírného působení Dr. Glasera.
Ve firmě Arthur D. Little se Dr. Glaser nakonec stal viceprezidentem. Když odcházel v roce 1994 do penze, zůstal tam ještě deset let činný jako konzultant. Byl také členem mnoha významných výborů a institucí, sloužil jako poradce NASA. Byl vydavatel a redaktor řady významných vědeckých časopisů. Zveřejnil na 800 vědeckých studií a řadu knih. Patřil k americké vědecké elitě. Za svoji činnost obdržel řadu ocenění. Glaserovým koníčkem byla také archeologie v jižní Arábii. Tuto zálibu podědil po prastrýci Eduardu Glaserovi, známém průkopníku archeologie v této oblasti.
Peter Glaser patří k těm mnoha tisícům mozků, které musely po únoru 1948 uprchnout z republiky, aby mohly svobodně žít a také svobodně bádat.